# 軍浦市
軍浦市（：／ Gunpo si */?）是大韩民国京畿道中部的一个自治市。
本地原属于始兴郡，1989年建市。其名称来源为万历朝鲜战争时，此处负责前线军人的伙食，故名“军饱”，后辗转写作“军浦”，并以其作为原果川郡内一座市场及京釜线上一座车站的名称，称为“军浦场”。日据时期，安养川泛滥，军浦改易地点至今日位置。

## 行政区划
- 軍浦1洞(군포1동)
- 軍浦2洞(군포2동)
- 山本1洞(산본1동)
- 山本2洞(산본2동)
- 修理洞(수리동)
- 宮內洞(궁내동)
- 光亭洞(광정동)
- 衿井洞(금정동)
- 齋宮洞(재궁동)
- 五禁洞(오금동)
- 大夜洞(대야동)
- 松富洞(송부동)

## 名人
- 金智秀   (BLACKPINK成員)
- 車銀優（Astro成員）
- Elly（Weki Meki成員）
- 金廷祐（NCT成員）
- 徐康俊（演員）
- 李愈彬（Dreamcatcher成員）
- 宋建熙（演員）

## 友好城市
- 加拿大贝尔维尔（1996年）
- 中华人民共和国膠州市（2004年）
- 中华人民共和国臨沂市（2011年1月19日）

37°21′N 126°57′E / 37.350°N 126.950°E